# Ants Antson
Ants Antson, född 11 november 1938 i Tallinn, Estland, död 31 oktober 2015, var en estnisk skridskoåkare som tävlade för Sovjetunionen.
Antson blev olympisk guldmedaljör på 1 500 meter vid vinterspelen 1964 i Innsbruck.